# Loaba
Loaba är en ort i Burkina Faso.   Den ligger i regionen Centre-Est, i den sydöstra delen av landet, 170 km sydost om huvudstaden Ouagadougou. Loaba ligger 211 meter över havet och antalet invånare är 3 518.
Terrängen runt Loaba är platt. Runt Loaba är det ganska tätbefolkat, med 52 invånare per kvadratkilometer.. Loaba är det största samhället i trakten.
Omgivningarna runt Loaba är en mosaik av jordbruksmark och naturlig växtlighet.